# Xã Pittsburg, Quận Johnson, Arkansas
Xã Pittsburg (tiếng Anh: Pittsburg Township) là một xã thuộc quận Johnson, tiểu bang Arkansas, Hoa Kỳ. Năm 2010, dân số của xã này là 2.466 người.